# Бражино (Донецкая область)
Бра́жино (укр. Бражине) — посёлок, входит в Снежнянский городской совет Донецкой области Украины. Находится под контролем самопровозглашённой Донецкой Народной Республики.

## География

#### Соседние населённые пункты по странам света
СЗ: город Снежное
З: Первомайское
С: Лиманчук, Горняцкое (примыкает), Залесное
СВ: Никифорово
В: Зрубное, Передериево
ЮЗ: Победа, Первомайский
ЮВ: Рассыпное
Ю: Латышево

## Население
Население по переписи 2001 года составляло 358 человек.

## Общая информация
Почтовый индекс — 86594. Телефонный код — 6256. Код КОАТУУ — 1414445600.

## Местный совет
86591, Донецкая обл., Снежнянский городской совет, пгт. Горняцкое, ул. Центральная, 1, 5-46-51